# Заслуженный коллектив народного творчества Российской Федерации хор Мандрагора
«Мандрагора» — российский детский хор, основан в 1993 году. Неоднократно побеждал на международных, всероссийских и областных конкурсах. Свое название коллектив получил в память о первом выступлении в Московской консерватории с композицией «Хор цветов и насекомых» из неосуществленной оперы Чайковского «Мандрагора». Хором руководит заслуженный работник культуры России Елена Уманская. 12 января 2023 года хору «Мандрагора» было присвоено звание «Заслуженный коллектив народного творчества».
В хоре поют дети 9 — 14 лет, которые обучаются на хоровом отделении школы искусств имени П. И. Чайковского в Клину.
 С 1994 года хор ведет активную концертную деятельность. Коллектив принимал участие в программах Большого симфонического оркестра им. П. И. Чайковского (худ.рук. и дирижёр В. И. Федосеев), камерного оркестра «Musica Viva» (худ.рук. и дирижёр А. И. Рудин), Российского национального оркестра народных инструментов имени Н. Осипова (худ.рук. и дирижёр Н. Н. Калинин), композитора и исполнителя А. Б. Градского.
В 1997 году коллектив имел честь участвовать в музыкальной гостиной И. К. Архиповой, где прозвучали неизвестные сочинения С. И. Танеева, написанные им для журнала «Захолустье».
В настоящее время хор готовит новые концертные программы и отдельные сочинения композиторов разных эпох для своей концертной деятельности. В репертуар хора входят сочинения композиторов XIX-XX веков: Д. Перголези, В.Моцарта, Р.Шумана, Е. Питлик, Д.Бортнянского, П. Чайковского, А. Бородина, С.Рахманинова, С.Танеева, В. Ребикова, Г. Свиридова, Д. Кабалевского, Д. Тухманова, Р.Щедрина.
Художественный руководитель коллектива, выпускница Уральской Государственной консерватории им. М. П. Мусоргского класса профессора З. Ф. Ишутиной, Заслуженный работник культуры России Елена Уманская, хормейстер Татьяна Ворфоломеева.
Хор «Мандрагора» имеет свою запись на компакт диске «Неизвестный Чайковский» (японская фирма «Victor», 1995). В 2002 году хор выпустил первый компакт-диск «Мандрагора».

## Награды
«Мандрагора» является лауреатом Международных конкурсов:
- октябрь 1997 «Айналайын» П-й Международный фестиваль юных талантов, Казахстан
- май 1998 «Дни славянской культуры и письменности» Международный конкурс хоровой и вокальной музыки,Россия, 1 премия
- октябрь 1998 «Шират Хайамим», Израиль, серебряный диплом — апрель 1999 «Изоля дель Соле», Италия, золотой диплом
- июль 2000 1-я Всемирная хоровая Олимпиада, Австрия,Серебряный призёр — апрель, октябрь 2000 «Поющее детство», Россия, 1-2 место
- 2002 год — Специальный диплом Фестиваля, посвященного творчеству Р.Шумана (г. Цвиккау, Германия)
- 2003 год — Золотой и Серебряный диплом У1 Международного хорового конкурса в г. Бад Ишл (Австрия)
- 2004 год — 1-й Международный хоровой конкурс в г. Хельсинбурге (Швеция) — Два Золотых диплома в номинации «Молодежная» и номинации «Духовная музыка».
- 2005 год — Международный хоровой фестиваль-конкурс в Риме (Италия) — Золотой диплом.